# 经济战
经济战是指敌对国家用来削弱对方经济实力的战略，主要手段包括经济封锁和资源破坏。
在军事行动中，经济战可能表现为战争期间或战前的公开或秘密经济政策、网络攻击、信息战等。其目标是控制关键资源的供应，让己方能够利用这些资源，同时切断敌方的供应。
经济战的概念在全面战争中最为明显，因为这种战争不仅限于军队之间的冲突，还涉及整个国家经济的动员。这种情况下，打击敌方经济就等于削弱其战争能力。例如，实行焦土政策可以阻止敌军利用当地资源。
经济战的手段多种多样，包括封锁、黑名单、抢先购买、控制或夺取敌方资产和补给线等。关税歧视、经济制裁、停止援助、冻结资产、禁止投资和资金流动，甚至是没收财产等非军事措施，也都可以算作是经济战的一部分。

## 历史

### 十字军时期
在《收复圣地书》中，帕多瓦的费登修斯提出了针对埃及马穆鲁克苏丹国的经济战策略，以配合十字军东征。他设想组建一支由40至50艘桨帆船组成的舰队，封锁欧洲与埃及之间的贸易。他认为这种贸易从两个方面帮助了埃及：一方面，埃及从欧洲获得了战争物资（如铁、锡、木材和油），另一方面，埃及从亚洲通过红海进口商品到欧洲，收取关税。如果能将香料贸易从红海引向蒙古控制的波斯，埃及不仅会失去关税收入，还会因航运减少而失去出口市场。这可能还会使埃及无法再负担从黑海进口的奴隶士兵。

### 美国内战时期
美国内战期间，联邦军面临的挑战是控制面积庞大的南方邦联。尽管如此，邦联的经济系统显示出意料之外的脆弱。
南方军的游击战得到了邦联大部分居民的支持，他们提供食物、马匹和住所给正规和非正规邦联部队。 联邦军的应对措施是摧毁当地的经济。在战前，大部分乘客和货物通过河流系统或沿海港口运输，而邦联的铁路系统本已不足，又遭受了严重破坏，交通变得更加困难。联邦海军控制了大部分海岸线和密西西比河、田纳西河等主要河流，利用装备强大的小型炮艇掌控这些水道。陆地运输线则遭遇重重阻碍，邦联支持者试图阻断通过西弗吉尼亚、肯塔基和田纳西等地向南方境内联邦军运送弹药、增援和物资的路线。桥梁被烧毁，铁路被拆除，电报线被切断。双方都采取了类似的破坏行动，最终使邦联的基础设施毁于一旦。
1861年，邦联有297个城镇，人口共计83.5万，其中162个城镇曾一度被联邦军占领，这些城镇的人口总数达到了68.1万。几乎所有被占领的城镇都遭到了一定程度的基础设施破坏，贸易和经济活动也因此受到短期干扰。有11座城市因战争行动而严重受损，包括亚特兰大、查尔斯顿、哥伦比亚和里士满。相较之下，较小城镇的破坏率较低，总共830个城镇中仅有45个遭到严重破坏。
战后，南方的农场大多处于失修状态，战前的马匹、骡子和牛的存量严重减少，40%的牲畜被杀。虽然南方的农场机械化程度不高，但1860年的人口普查显示，农具和机械的总价值为8100万美元，而到1870年，这一数值已减少了40%。交通基础设施几近瘫痪，铁路和河船服务所剩无几，作物和牲畜难以运往市场。铁路大多位于农村地区，联邦军队到达的区域占据了南方铁路的三分之二，系统性地摧毁了可破坏的设施。即便是未受影响的区域，设备缺乏维护和更新，过度使用以及设备被转移到前线，最终使整个铁路系统在战争结束时无法继续运转。
南方为战争付出的巨大代价不仅体现在人员和物资的损失上，还体现在经济基础设施的毁灭上。到1865年，由于严重的通货膨胀，邦联货币几乎毫无价值，南方民众不得不依靠物物交换或使用稀缺的联邦货币进行交易。随着奴隶解放，南方的经济体系需要彻底重建。失去了大规模的奴隶劳动力后，白人种植园主几乎没有资本支付自由人的劳动报酬。为应对这一情况，分租制农业逐渐形成，地主将大种植园分割成小块土地，租给自由人及其家属耕作。南方经济的主要特征从以少数拥有大面积土地和奴隶的精英种植园主为主，转变为以佃农为主的农业体系。金融、贸易、服务和交通的中断严重影响了战前的农业经济体系，使南方经济陷入长期贫困。

### 第一次世界大战期间更多：芜菁之冬
英国利用其强大的皇家海军对德国实施了严密的封锁，并密切监控向中立国家的货物运输，防止物资转运到德国。由于年轻的农民都参军了，德国无法获得足够的食物，到了1916至1917年冬天，德国人被迫以萝卜充饥。美国的货物有时也被扣押，美方对此提出了抗议。为了防止抗议升级，英国支付了赔偿金。
德国的U型潜艇成为德国应对英国海上封锁的关键武器。为了打击英国的物资供应线，德国于1915年首次启动无限制潜艇战，其目标是攻击所有驶向英国的商船，不论船籍国。这一策略的核心目的是切断英国的海上供应，迫使其投降。德国的U型潜艇击沉了大量运载食物、燃料和军火的船只，严重威胁了英国的战时补给线。

### 第二次世界大战期间
第二次世界大战期间，经济战的明确例子在同盟国的政策中得到了体现，他们通过这些政策切断了轴心国的关键资源供应。英国皇家海军再次封锁了德国，虽然比1914年时更为困难。与此同时，美国海军，特别是其潜艇部队，切断了对日本的石油和食品运输。
德国也试图通过潜艇战破坏同盟国的战争努力，攻击运输船只，击沉载有物资、原材料以及食物和石油等重要战时物品的船只。随着同盟国空军力量的增强，他们发起了针对德国的石油战役，目的是削弱德国的燃料供应。
中立国在战争中继续与双方进行贸易。尽管皇家海军无法阻止陆地上的贸易，同盟国采取了其他手段来切断对德国的关键矿物供应，例如从西班牙、葡萄牙、土耳其和瑞典等国进口的钨、铬、水银和铁矿石。德国希望西班牙参战，但双方未能达成协议。为了防止德国和西班牙结盟，英国采取了软硬兼施的策略：英国提供石油，并密切监控西班牙的出口贸易，出高价买下钨矿，导致钨矿价格飙升，到1943年，钨矿成为西班牙最大的出口收入来源。英国对西班牙采取谨慎的态度，但与美国更为激进的政策产生了冲突。在1944年的“钨矿危机”中，美国切断了对西班牙的石油供应，但随后又同意了伦敦的要求，恢复了石油运输。葡萄牙担心德国和西班牙的入侵，但当1944年这一威胁不太可能发生时，葡萄牙便事实上加入了同盟国阵营。